# Дружба Исусова (филм)
„Дружба Исусова” је хрватски филм из 2004. године. Режирао га је Силвије Петрановић који је написао и сценарио.

## Радња
Радња дешавања филма је друга половина 17. века у Средњој Европи. Време када језуити шире утицај Католичке цркве. Млада грофица Мариа имућна је властелинка која живи у дворцу, сензуална жена слободоумних схбватања чији ће лични исповедник постати мирни и сензибилни отац Хад. Он је свештеник скроз посвећен вери и свом животном позиву, те је од својих надређених добио задатак да приволи грофицу на препуштање читавог свог иметка језуитском реду. Тај ће задатак у оцу Хаду изазвати нелагоду и постаћи га на етичко самопреиспитивање, а све ће се додатно искомпликовати кад се између њега и грофице Марије почне стварати интимни однос.

## Улоге
| Глумац            | Улога            |
| ----------------- | ---------------- |
| Милан Плестина    | Отац Хад         |
| Леона Парамински  | Контеса Марија   |
| Ивица Видовић     | Отац Иван        |
| Маша Петрановић   | Контесина кћи    |
| Мустафа Надаревић | Кастелан         |
| Матија Прскало    | Кастеланова жена |
| Галиано Пахор     | Провинциал       |
| Дарко Милас       | Ректор           |
| Ливио Бадурина    | Арцхбисхоп       |
| Бојан Навојец     | Бачвар           |
| Дејан Аћимовић    | Абот             |

Остале улоге  ▼
| Глумац           | Улога              |
| ---------------- | ------------------ |
| Леон Лучев       | Војник             |
| Зоран Чубрило    | Адмонтор           |
| Влатко Дулић     | Сељак              |
| Крешимир Микић   | Забављач Сефард    |
| Јагода Калопер   | Забављачица Сефард |
| Петра Коварбашић | Девојчица Сефард   |
| Марија Шкаричић  | Слушкиња 1         |
| Марина Цохан     | Слушкиња 2         |
| Ана Гојмерац     | Слушкиња 3         |

## Награде и фестивали
Филм је добио неколико награда и учествовао на филмским фестивалима:
- Пулски филмски фестивал 2004. године – Златна арена за најбољу сценографију
- Сарајево Филм Фестивал 2004. године
- Међународни филмски фестивал у Шангају 2004. године
- Међународни филмски фестивал у Сао Паулу 2004. године
- Филмски фестивал у Mill Valleyju 2005. године – програм World Cinema